# Kalamítsi Alexándrou
Kalamítsi Alexándrou, en grec moderne : Καλαμίτσι Αλεξάνδρου, est un village du dème d'Apokóronas, dans le district régional de La Canée, de la Crète, en Grèce. Selon le recensement de 2011, la population de Kalamítsi Alexándrou compte 88 habitants.
Le village est situé à 30 km de La Canée et à une altitude de 130 mètres.

## Recensements de la population
| Recensements | 1900 | 1920 | 1928 | 1940 | 1951 | 1961 | 1971 | 1981 | 1991 | 2001 | 2011 |
| ------------ | ---- | ---- | ---- | ---- | ---- | ---- | ---- | ---- | ---- | ---- | ---- |
| Population   | 347  | 333  | 324  | 416  | 366  | 307  | 198  | 160  | /    | 114  | 88   |